# アンドリュー・タネンバウム
アンドリュー・S・タネンバウム（英: Dr. Andrew Stuart "Andy" Tanenbaum, 1944年 - ）は、オランダのアムステルダム自由大学 (Vrije Universiteit Amsterdam) のコンピュータ科学の教授である。コンピュータ科学のいくつかの教科書の著者として、広く知られている。タネンバウムは、Amoeba という分散オペレーティングシステムを開発するプロジェクトで、大きな役割を果たしてきた。またタネンバウムは、MINIXという学習目的のUnix系オペレーティングシステム (OS) の開発者の一人である。2004年のアメリカ合衆国大統領選挙に際し、www.electoral-vote.com というウェブサイトを立ち上げ、運営している。タネンバウムは、自分の一番重要な仕事はコンピュータ科学を修めた優秀な学生を多く育てることだと考えている。

## 経歴
タネンバウムはアメリカ合衆国のニューヨーク市で生まれ、ニューヨーク州のホワイトプレインズ市で育った。マサチューセッツ工科大学 (MIT) で学士号を取得し、カリフォルニア大学バークレー校 (UCB) で1971年に博士号 (Ph.D.) を取得した。その後、タネンバウムは妻と共にオランダに移住した（タネンバウムの妻はオランダ出身である）。タネンバウムは現在もアメリカ合衆国の市民権を保持している。
2006年現在、タネンバウムはアムステルダム自由大学で、コンピュータアーキテクチャとコンピュータネットワークおよびオペレーティングシステムについて講義し、大学院博士課程の学生の研究を監督している。また2005年まではオランダの ASCI (Advanced School for Computing and Imaging) の学部長を兼任していた。タネンバウムは、IEEEのフェローであり、またACMのフェローでもある。

## コンピュータ科学の教科書とMINIX
タネンバウムは、コンピュータ科学のいくつかの教科書の著者およびMINIXの開発者として、広く知られている。タネンバウムが著した教科書は、それぞれの専門分野の定番の教科書として有名である。主な教科書は以下のとおりである。
- Operating Systems: Design and Implementation, (共著) ISBN ISBN 0-13-142938-8
『オペレーティングシステム 第3版　設計と実装』 吉澤康文ほか訳 ISBN 4-89471-769-7
- Modern Operating Systems, ISBN 0-13-031358-0
『モダンオペレーティングシステム 原書 第2版』 水野忠則ほか訳 ISBN 4-89471-537-6
- Distributed Systems: Principles and Paradigms, (共著) ISBN 0-13-088893-1
『分散システム 原理とパラダイム』 水野忠則、佐藤文明、鈴木健二、竹中友哉、西山智、峰野博史、宮西洋太郎訳 ISBN 4-89471-556-2
- Computer Networks, ISBN 0-13-066102-3
『コンピュータネットワーク 第4版』 水野忠則、相田仁、東野輝夫、太田賢、西垣正勝、渡辺尚訳 ISBN 4-8222-2106-7
- Structured Computer Organization, ISBN 0-13-148521-0
『構造化コンピュータ構成 第4版 デジタルロジックからアセンブリ言語まで』 長尾高弘ほか訳 ISBN 4-89471-224-5

Operating Systems: Design and Implementation では、オペレーティングシステム (OS) の設計と理論を説明し、OSの実装をMINIXを例としてそのソースコードを掲載して説明している。タネンバウムはMINIXの開発で中心的な役割を果たした。MINIXは、OSを学ぶ人向けの無料で利用できるOSである。Unix系OSであり、設計方式はマイクロカーネルである。

## リーナス・トーバルズとマイクロカーネル
リーナス・トーバルズ (Linus Torvalds) は、先述のOSの教科書の1つ『Operating Systems: Design and Implementation』とMINIXに強く刺激を受け、これをきっかけとしてLinuxカーネルを開発した。リーナスは、自叙伝 『それがぼくには楽しかったから』で、その教科書について「ぼくを新たな高みへと引き上げてくれた本」と、述べている。
タネンバウムは、リーナスとの間でUsenet（ネットニュース）で、マイクロカーネルなどについて議論をしたことが広く知られている。詳細はアンドリュー・タネンバウムとリーナス・トーバルズの議論を参照。
現在は、リーナスとタネンバウムは、良好な関係にあるようである。リーナスは、自分とタネンバウムとは対立しているというような誤解をされることを、望んでいない。タネンバウムは現在、Linuxでマイクロカーネルを採用しなかったことについては残念に思うとの立場を変えていないものの、マイクロカーネルのこと以外については、Linuxの優れた側面とリーナスの業績を肯定的に言及することが多い。
タネンバウムが設計と実装に大きく関わっている Amoebaは、マイクロカーネルの設計方法に基づいて設計され実装された。

## www.electoral-vote.comとアメリカ大統領選挙
2004年に、タネンバウムは www.electoral-vote.com というウェブサイトを立ち上げた。このウェブサイトでは、2004年アメリカ合衆国大統領選挙において、世論調査の結果を分析して、選挙人団を選出する選挙の結果を予測した。このサイトはまた選挙に関する地図を作成し提供した。この地図は、いくつか意外な分析結果を示し（例えば、伝統的に民主党が強かったハワイ州の情勢について、「ブッシュ候補がわずかに優勢」との分析結果が、一時的にではあったものの、示されたことなど）、選挙について人々が議論する時にたびたび言及された。
タネンバウムは、選挙期間のほとんどにおいて、このサイトの主催者が自分であることを秘密にしていた。このサイトでは "the Votemaster" という名前を使い、個人的にはケリー候補の方が好ましいとの見解を示していた。2004年11月1日（投票日の前日）にタネンバウムは、自分が the Votemaster であり www.electoral-vote.com を主催していること、民主党の支持者であることなどを、明らかにした。また、このウェブサイトを立ち上げ運営している理由と自分の得意分野についても述べている。2006年の中間選挙に際してこのサイトは、選挙結果の予測を行い、上院議員33人すべての当選を正しく予測した。2008年には、大統領選挙、上院議員選挙、下院議員選挙について、選挙結果の予測を行った。

## 論文・著書
- Prentice Hall から出版されたタネンバウムの著書
- タネンバウムの学術的な論文・著書 (en:DBLP)